# Olios antiguensis columbiensis
Olios antiguensis columbiensis is een spinnenondersoort in de taxonomische indeling van de jachtkrabspinnen (Sparassidae).
Het dier behoort tot het geslacht Olios. De wetenschappelijke naam van de soort werd voor het eerst geldig gepubliceerd in 1971 door Joachim Schmidt.